# Essai sur la révolution
Ne doit pas être confondu avec Essai sur les révolutions.
Essai sur la révolution (titre original : On Revolution) est un ouvrage d'Hannah Arendt paru en 1963.
Hannah Arendt y propose une analyse originale de ce qu'est une révolution, analyse par laquelle elle veut sortir de l'oubli les « trésors perdus » de la révolution : au modèle de la Révolution française, et des luttes contre la misère, elle oppose des événements historiques qui tentent de fonder la liberté. L'enjeu pour Hannah Arendt est que les générations futures aient la possibilité de fonder elles-mêmes leur constitution, d'où sa défense du principe fédératif et des conseils. Parmi les événements historiques correspondant à ce modèle de révolution, elle met notamment en exergue la Commune de Paris (1871), la révolution hongroise, mais aussi la révolution américaine, point de départ de son livre, écrit alors qu'elle se préparait à acquérir la nationalité américaine.
Pour les philosophes Francois Furet et Emmanuel Faye, cette analyse conservatrice est le reflet des sources de la politologue, comme Carl Schmitt et Martin Heidegger.